# Макака лісовий
Мака́ка лісови́й, або магот, або бербер (Macaca sylvanus) — вид приматів з роду Макака (Macaca) родини Мавпові (Cercopithecidae). Єдина мавпа, що проживає на північ від Сахари й у Європі.

## Опис
Максимальний розмір 75 см довжина і 16 кг вага. Це макака від жовтувато-коричневого до сірого зі світлішим низом забарвленням. Обличчя темно-рожеве, хвіст рудиментарний. Єдиний безхвостий вид зі свого роду. Пальці передніх кінцівок коротші за пальці задніх. Самиці менші самців.

## Поширення
Проживає в горах Алжиру і Марокко, а також у напівдикому стані в Гібралтарі, куди є давно введеним. Цілком можливо, що введення на Піренейський півострів відбулося під час арабського панування на півдні Іспанії, близько 711 року. Ще у 1960-х роках мешкав у Тунісі, а в історичні часи був поширений по всій Північній Африці від Лівії до Марокко.
Мешкає від рівня моря до 2600 м і є найбільш поширеним на висотах понад 1000 м. Цей вид віддає перевагу висотним кедровим лісам, а також трапляється в дубових лісах, прибережних чагарниках.
Нині загальна популяція складає близько 6000 особин, з них у Марокко мешкає від 4000 до 5000. Макаки, заходячи в міську зону, приваблюють туристів, але водночас, і шкодять.

### Гібралтарська популяція
Гібралтарська популяція на відміну від африканських зростає. На території Гібралтару мешкає близько 230 особин, які проживають в 6 групах по 25—70 тварин. Тваринами опікуються Гібралтарське товариство орнітологічної та природної історії та Ветеринарна клініка Гібралтару. Тварини щоденно отримують прісну воду, овочі, плоди й насіння як доповнення до природних продовольчих ресурсів (листя, оливок, коріння, насіння та квітів), а також забезпечені ветеринарною допомогою. Тварин час від часу ловлять, щоб перевірити стан здоров'я, виміряти розміри тіла, вагу тощо. Нарешті, тварин оздоблюють мікрочипом для ідентифікації. Всі мавпи були сфотографовані й занесені в каталог разом зі знімками й індивідуальними характеристиками. Щороку проводять перепис для оновлення даних і спостереження за відтворенням популяції. Так, відтворення йде добре, чисельність макак Гібралтару неухильно зростає, що, в свою чергу посилює тиск на довкілля в умовах обмеженого ареалу. Тому контроль в області населення є невід'ємною частиною ефективного управління колонії макак Гібралтару.

### Скам'янілості
Скам'янілості M. sylvanus були знайдені по всій Європі, від Атлантичного океану до Чорного моря, датовані періодом від раннього пліоцену до пізнього плейстоцену, віднесені до різних підвидів, включаючи M. s. sylvanus, M. s. pliocena, M. s. florentina. Острівний карликовий M. majori, ендемічний для Сардинії та Корсики протягом раннього плейстоцену, який зазвичай вважається похідним від M. sylvanus, зазвичай вважається окремим видом. Останки з Норфолка, Англія, датовані середнім плейстоценом, на 53 градусах широти, є одними з найпівнічніших записів про приматів. Наймолодші відомі останки M. sylvanus походять із Хунасу, Баварія, Німеччина, датовані приблизно від 85 до 40 тис. років тому. Поширення M. sylvanus у Європі, ймовірно, сильно контролювалося кліматом, поширюючись на Північну Європу лише в міжльодовикові проміжки.

## Поведінка
Це денна тварина, що веде більш-менш порівну деревний і наземний спосіб життя. Проживає в соціальних групах до 80 особин обох статей з середнім розміром 40 осіб.
Харчується фруктами (33 % її споживання), листям дерев (16 %), та іншими частинами рослин (24 %), також їсть безхребетних, переважно хробаків, скорпіонів, а також дрібних комах. В раціоні лісового макаки велику роль відіграють такі рослини як атласький кедр і дуб, які складають понад 50 % від загального обсягу споживання.

## Життєвий цикл
Після приблизно 165-денної вагітності, самиця народжує зазвичай одне дитинча, рідше двійню. Новонароджені важать близько 450 грамів. У віці від шести до дванадцяти місяців дитинчата перестають живитися молоком. Самиці досягають статевої зрілості у віці від 3,5 до 4 років, самці — у віці від 4,5 до 7 років. Тривалість життя в дикій природі досягає 22 років.

## Стосунки з людиною
Здавна лісового макаку ловили мандрівники та звіролови. Багаті люди тримали цих тварин у своїх домівках. Скелети маготів знайдені у попелі Помпеїв, у глибинах стародавніх єгипетських катакомб, у похованнях біля підніжжя пагорба в Ірландії, де у бронзову добу правили королі Ольстеру.
Відомо, що знаний давньоримський медик Клавдій Гален проводив на лісових макаках анатомічні дослідження.
У Середньовіччі стало популярно тримати цих тварин королями, знаттю на Піренейському півострові, в Італії, Франції, Нідерландах, Англії. Особливо це було поширено, починаючи з часів перших іспанських королів.
Нині людина також негативно впливає на цих макак. Контрабандисти щороку викрадають близько 300 дитинчат на продаж до Європи. До того ж на скороченні чисельності позначається й постійна вирубка лісів та виснаження пасовищ.
Втім на захист магота у 2008 році стартував проект «Лісовий макака» (водночас його завдання дослідження цих тварин), який очолив Бонавентура Маджоло.

## Галерея

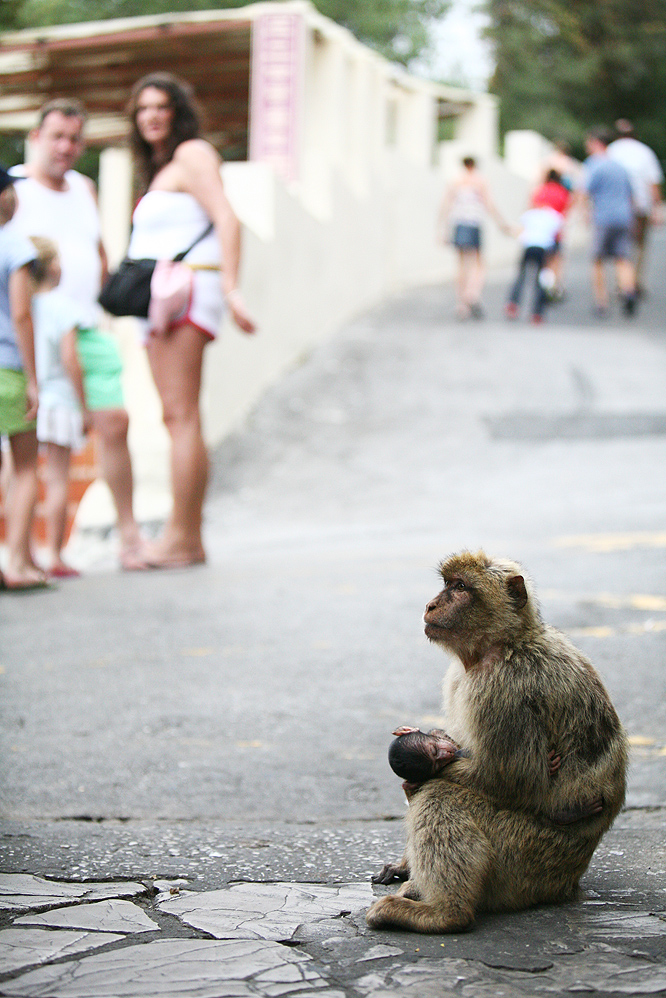
Макака лісовий на тлі туристів Гібралтару
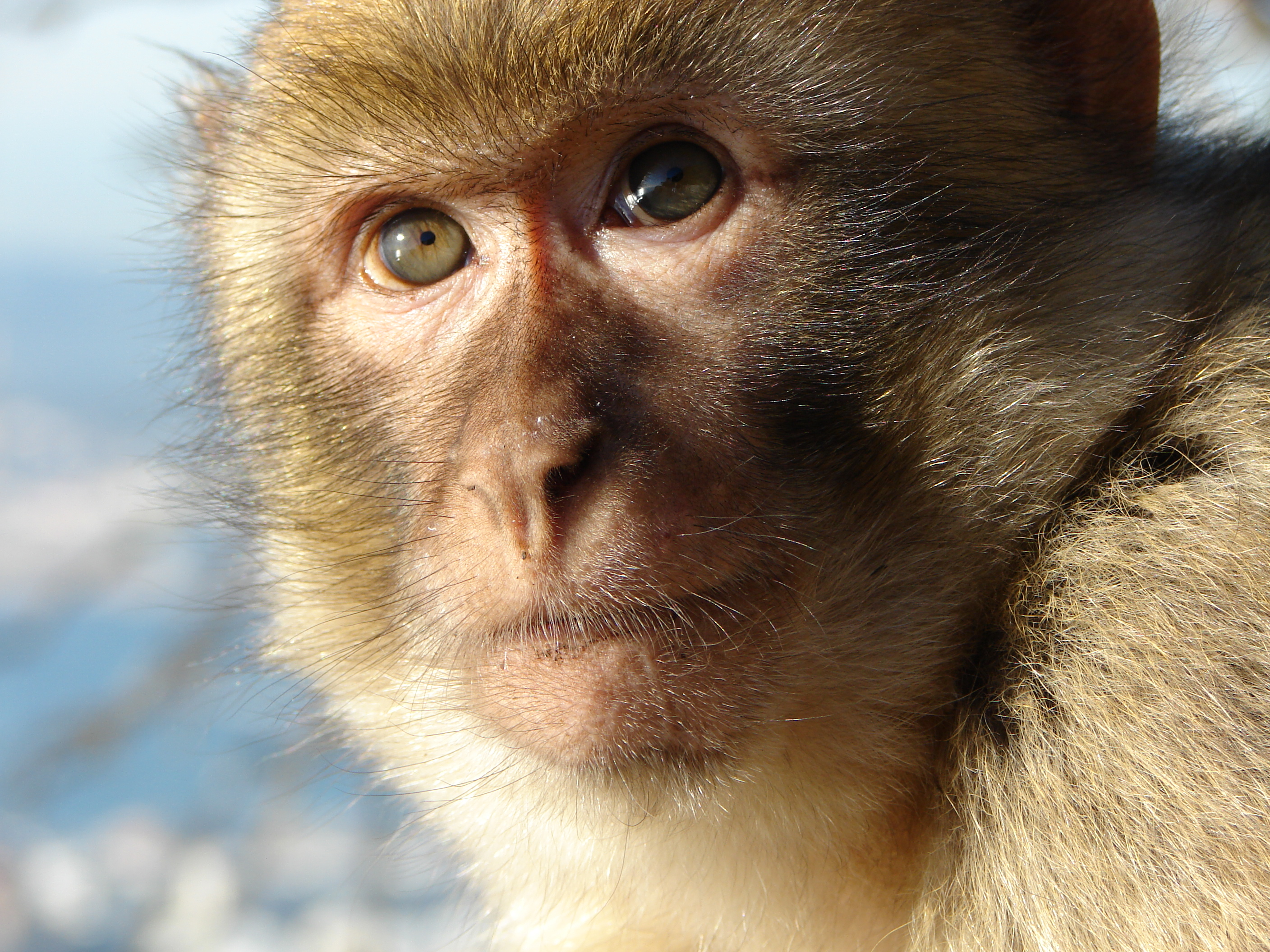
Портрет
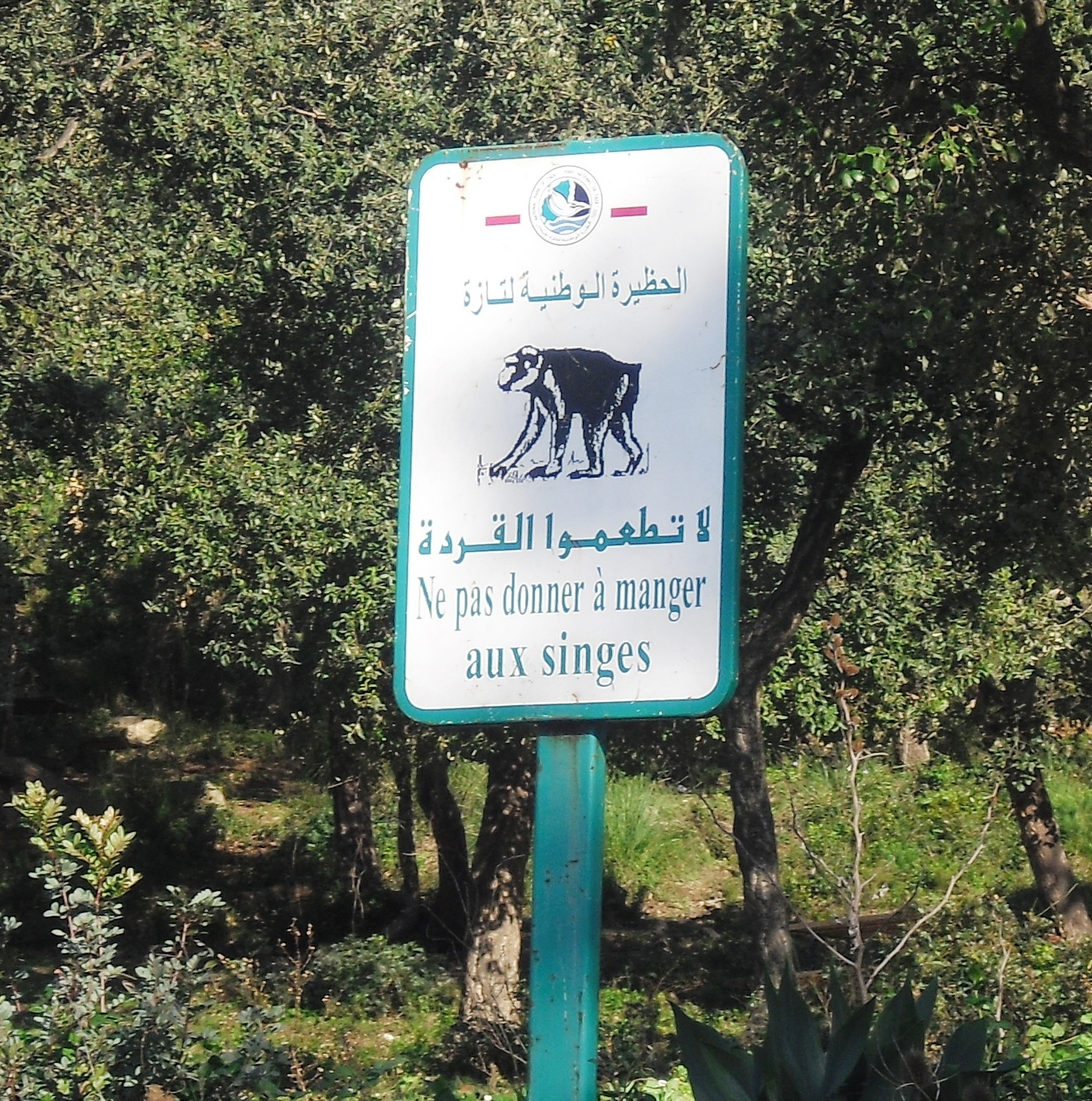
Знак «Не годуйте мавп» у Джиджель (Алжир)
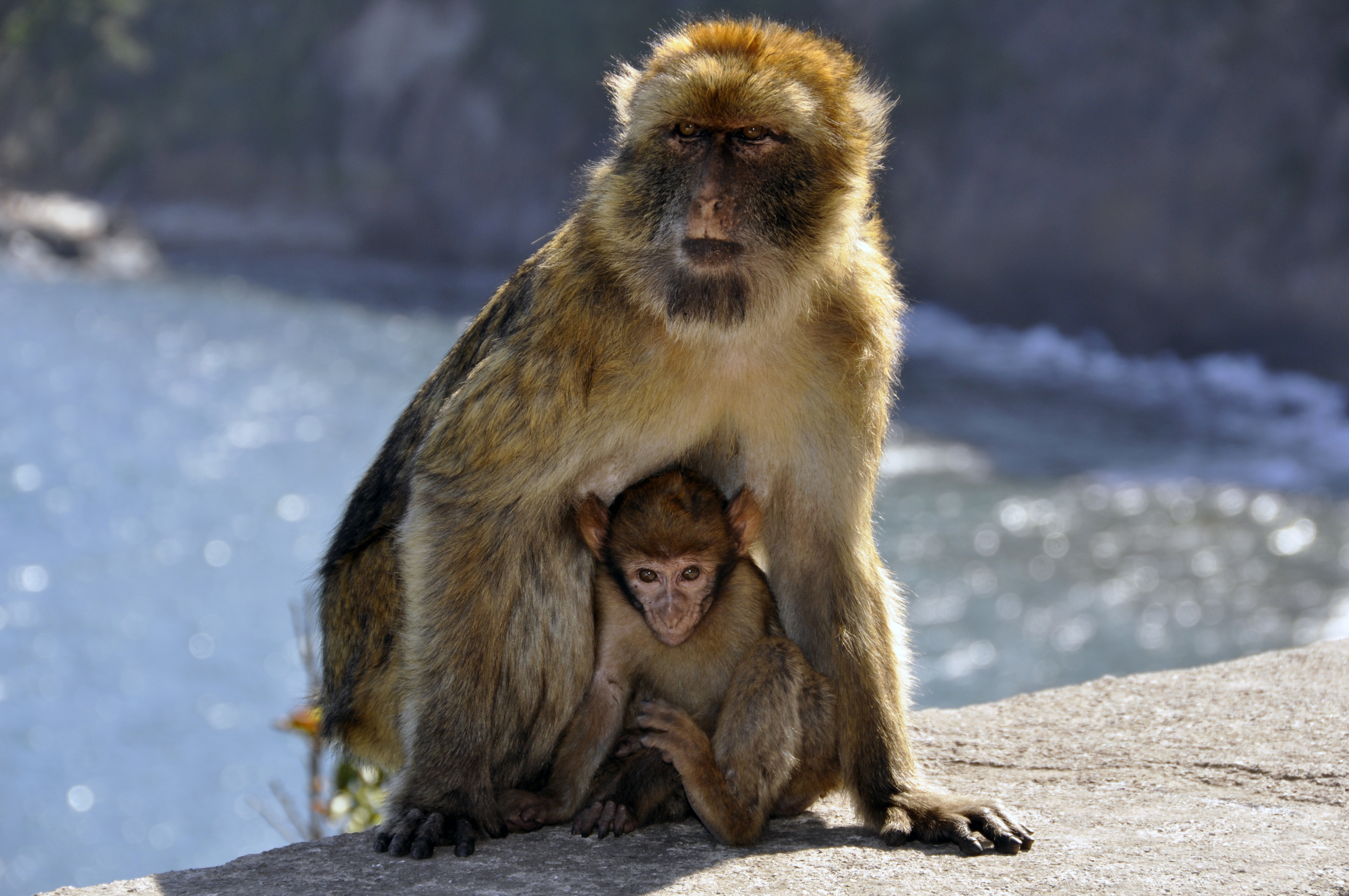
Макака лісовий у Гурайї (Алжир)